# サンドラ (小惑星)
サンドラ (1760 Sandra) は、小惑星帯にある小惑星。アーネスト・ジョンソンがヨハネスブルグのユニオン天文台で発見した。
ジョンソンの孫娘に因んで名付けられた。